# ریشون لتسیون
ریشون لتسیون (به عبری: ראשון לציון) نام یکی از شهرهای کشور اسرائیل است که در استان مرکزی اسرائیل و در کنار دریای مدیترانه و در جنوب تل‌آویو قرار دارد. این شهر با جمعیتی بالغ بر ۲۲۳هزار نفر، چهارمین شهر بزرگ در کشور اسرائیل است.

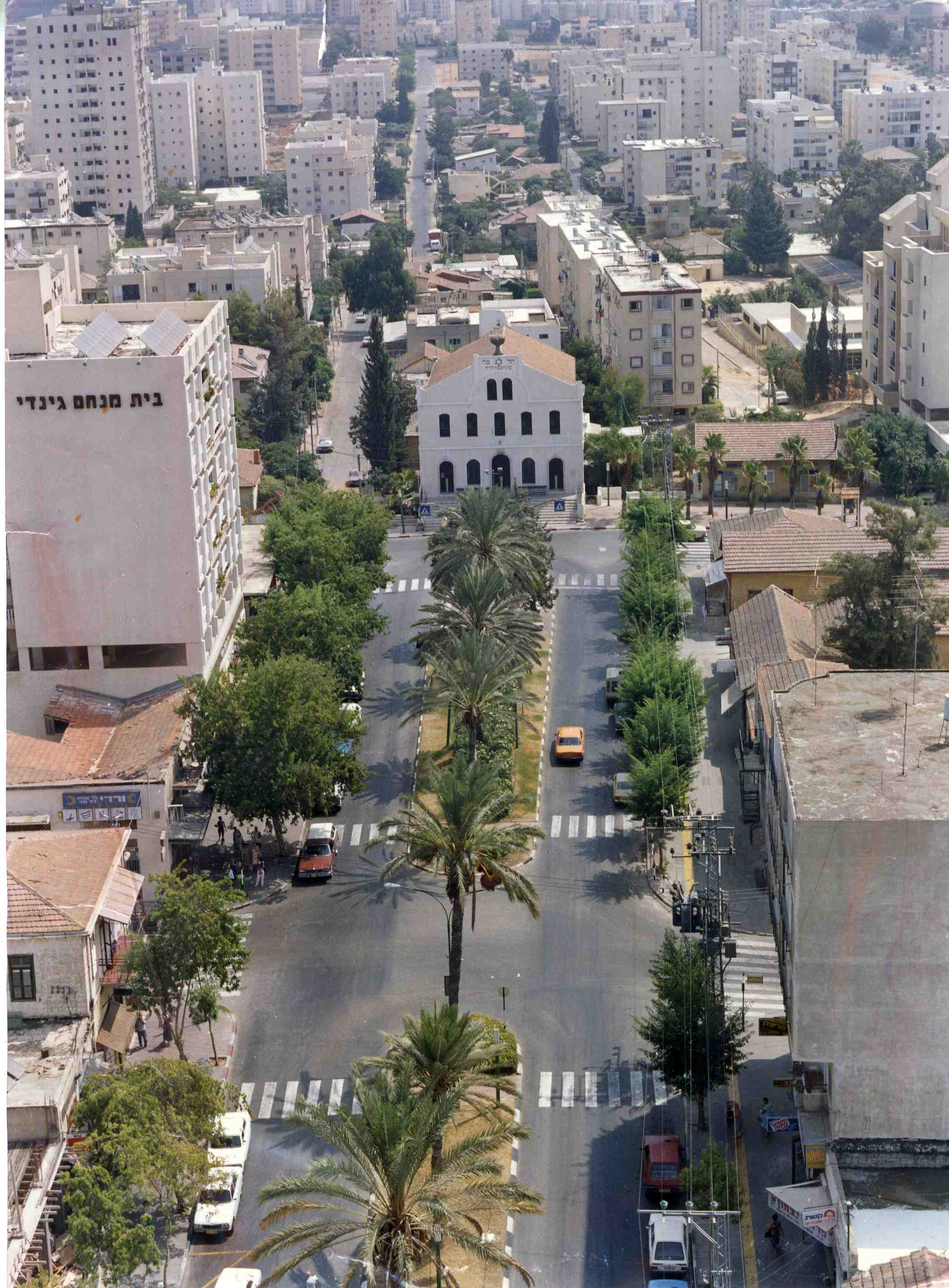
نمایی هوایی از یکی از مناطق شهری ریشون لتسیون.

ریشون لتسیون، ابتدا در سال ۱۸۸۲ میلادی به عنوان «شهرکی یهودی‌نشین» ساخته شد که از لحاظ تاریخی دومین شهرک تاریخی پس از پتح تیکوا در اسرائیل نوین محسوب می‌شود. شراب‌سازی کرمل که بزرگ‌ترین و قدیمی‌ترین شرکت شراب‌سازی در اسرائیل است، از سال ۱۸۸۲ میلادی تاکنون دراین شهر قرار گرفته است.
آرامگاه گوردون در شهر ریشون لتسیون قرار دارد. این آرامگاه مدفن افرادی چون امنون نتصر، پژوهش‌گر برجسته ایرانی است.

## تاریخچه
بارون ادموند جیمز دو روتشیلد برای سرعت‌بخشیدن به مهاجرت یهودیان به سرزمین‌های فلسطینی، با هزینهٔ خود شهر ریشون لتسیون را تأسیس کرد.